# The Postman (film)
The Postman er en post-apokalyptisk eventyrfilm fra 1997. Den er instrueret og produceret af Kevin Costner som også spillede hovedrollen. Manuskriptet som er skrevet af Eric Roth og Brian Helgeland, er baseret på David Brins bog af samme navn fra 1985. Udover Costner medvirker blandt andet Will Patton, Larenz Tate, Olivia Williams, James Russo, og Tom Petty.
Filmen fik den tvivlsomme ære at blive kåret som filmårets værste film ved den 18. Razzie-Uddeling.

## Medvirkende
- Kevin Costner som The Postman
- Will Patton som General Bethlehem
- Larenz Tate som Ford Lincoln Mercury
- Olivia Williams som Abby
- James Russo som Captain Idaho
- Tom Petty som Bridge City borgmester
- Daniel von Bargen som Pineview Sheriff Briscoe
- Scott Bairstow som Luke
- Giovanni Ribisi som Bandit 20
- Roberta Maxwell som Irene March
- Joe Santos som Colonel Getty
- Ron McLarty som Old George
- Brian Anthony Wilson som Woody
- Peggy Lipton som Ellen March
- Rex Linn som Mercer
- Shawn Hatosy som Billy
- Ryan Hurst som Eddie March
- Charles Esten som Michael
- Ty O'Neal som Drew
- Tom Bower som Larry